# X²O Badkamers Trofee 2023-2024
De Trofee veldrijden 2023-2024 (sponsornaam: X²O Badkamers Trofee) was het 37ste seizoen van het regelmatigheidscriterium in het veldrijden. Het klassement werd georganiseerd door Golazo en bestond uit 8 crossen enkel in België.

## Klassementen
De X²O Badkamers Trofee had naast het klassement van de mannen elite nog twee andere klassementen:

- de Soudal Ladies Trophy (vrouwen elite)

- de Rookie Trophy (beloften)

## Berekeningswijze eindklassement

### Bepaling aankomsttijd per manche
Per renner werd per manche een tijd bepaald volgens volgende regels:
- in eerste instantie gold de aankomsttijd
- kreeg een tijd die gelijk is aan die van de winnaar verhoogd met vijf minuten, de renner die
  - met meer dan vijf minuten achterstand aankwam
  - uit de wedstrijd genomen werd om dubbelen te voorkomen
  - de wedstrijd verliet
  - niet aan de start kwam
- volgende bonificaties golden
  - bij de sprint aan het eind van de eerste ronde: winnaar 15 seconden, tweede 10 seconden, derde 5 seconden

### Bepaling eindklassement
Voor het eindklassement werd de som gemaakt van de tijden per manche. Bij gelijkheid van tijd (uren, minuten, seconden) zou de beste uitslag van de renner de doorslag geven. Was die ook gelijk, dan telde de uitslag in de laatste manche.

## Mannen elite

### Kalender en podia
| Datum            | Wedstrijd                                 | Cat. | Eerste               | Tweede                 | Derde             | Leider in het klassement |
| ---------------- | ----------------------------------------- | ---- | -------------------- | ---------------------- | ----------------- | ------------------------ |
| 1 november 2023  | Koppenbergcross, Oudenaarde               | C1   | Thibau Nys           | Lars van der Haar      | Eli Iserbyt       | Thibau Nys               |
| 25 november 2023 | Caps Urban Cross, Kortrijk                | C2   | Eli Iserbyt          | Lars van der Haar      | Cameron Mason     | Lars van der Haar        |
| 16 december 2023 | Herentals Crosst, Herentals               | C2   | Mathieu van der Poel | Tom Pidcock            | Lars van der Haar | Lars van der Haar        |
| 1 januari 2024   | GP Sven Nys, Baal                         | C1   | Mathieu van der Poel | Wout van Aert          | Pim Ronhaar       | Lars van der Haar        |
| 4 januari 2024   | Duinencross, Koksijde                     | C1   | Mathieu van der Poel | Pim Ronhaar            | Wout van Aert     | Lars van der Haar        |
| 27 januari 2024  | Flandriencross, Hamme                     | C1   | Mathieu van der Poel | Michael Vanthourenhout | Eli Iserbyt       | Lars van der Haar        |
| 11 februari 2024 | Krawatencross, Lille                      | C1   | Niels Vandeputte     | Joris Nieuwenhuis      | Joran Wyseure     | Lars van der Haar        |
| 18 februari 2024 | Brussels Universities Cyclocross, Brussel | C1   | Eli Iserbyt          | Michael Vanthourenhout | Joris Nieuwenhuis | Lars van der Haar        |

### Eindstand
| Legenda | Legenda | Legenda | Legenda          | Legenda            | Legenda         | Legenda              |
| ------- | ------- | ------- | ---------------- | ------------------ | --------------- | -------------------- |
| 1e plek | 2e plek | 3e plek | binnen 5 minuten | op meer dan 5 min. | niet uitgereden | – (niet deelgenomen) |

| Pos. | Renner                 | Team                         | OUD | KOR | HER | BAA | KOK | HAM | LIL | BRU | Tijd     |
| ---- | ---------------------- | ---------------------------- | --- | --- | --- | --- | --- | --- | --- | --- | -------- |
| 1    | Lars van der Haar      | Baloise - Trek Lions         | 2   | 2   | 3   | 4   | 4   | 5   | 4   | 9   | 8u06'25" |
| 2    | Eli Iserbyt            | Pauwels Sauzen-Bingoal       | 3   | 1   | 4   | –   | –   | 3   | 5   | 1   | + 1'31"  |
| 3    | Michael Vanthourenhout | Pauwels Sauzen-Bingoal       | 5   | DNF | 10  | 5   | 8   | 2   | 7   | 2   | + 5'41"  |
| 4    | Cameron Mason          | Cyclocross Reds              | 4   | 3   | 5   | 8   | 13  | 7   | 8   | 10  | + 5'52"  |
| 5    | Mathieu van der Poel   | Alpecin-Deceuninck           | –   | –   | 1   | 1   | 1   | 1   | –   | –   | + 8'53"  |
| 6    | Niels Vandeputte       | Alpecin-Deceuninck           | –   | 6   | 6   | –   | 10  | 4   | 1   | 6   | + 9'16"  |
| 7    | Toon Vandebosch        | Pauwels Sauzen-Bingoal       | 6   | 8   | 11  | 13  | 12  | 6   | 10  | 5   | + 10'02" |
| 8    | Jens Adams             | Chocovit Cycling Team        | DNF | 5   | 15  | 9   | 9   | 9   | 6   | –   | + 14'13" |
| 9    | Joran Wyseure          | Crelan - Corendon            | –   | –   | –   | –   | 7   | 8   | 3   | 8   | + 17'38" |
| 10   | Joris Nieuwenhuis      | Baloise - Trek Lions         | –   | –   | –   | 10  | –   | –   | 2   | 3   | + 19'35" |
| 11   | Corné van Kessel       | Deschacht-Hens-Maes          | 7   | 4   | 12  | DNF | 14  | –   | DNF | 20  | + 20'59" |
| 12   | Thijs Arts             | Charles Liégeois Roastery CX | 8   | 11  | 16  | 14  | 16  | 12  | 15  | 11  | + 21'00" |
| 13   | Laurens Sweeck         | Crelan-Fristads              | –   | –   | 7   | 15  | 6   | –   | 11  | DNF | + 21'02" |
| 14   | Wout van Aert          | Team Jumbo-Visma             | –   | –   | –   | 2   | 3   | –   | –   | –   | + 23'01" |
| 15   | Tom Meeusen            | Athletes for Hope            | –   | 13  | 22  | –   | 18  | 13  | 12  | 12  | + 23'01" |

| Pos. | Prijzengeld |
| ---- | ----------- |
| 1.   | € 30.000    |
| 2.   | € 15.000    |
| 3.   | € 10.000    |
| 4.   | € 5.000     |
| 5.   | € 3.000     |
| 6.   | € 2.000     |
| 7.   | € 1.000     |
| 8.   | € 500       |
| 9.   | € 500       |
| 10.  | € 500       |
| 11.  | € 500       |
| 12.  | € 500       |
| 13.  | € 500       |
| 14.  | € 500       |
| 15.  | € 500       |
| Tot. | € 70.000    |

## Vrouwen elite

### Kalender en podia
| Datum            | Wedstrijd                                 | Cat. | Eerste        | Tweede                   | Derde                      | Leidster in het klassement |
| ---------------- | ----------------------------------------- | ---- | ------------- | ------------------------ | -------------------------- | -------------------------- |
| 1 november 2023  | Koppenbergcross, Oudenaarde               | C1   | Fem van Empel | Denise Betsema           | Anna Kay                   | Fem van Empel              |
| 25 november 2023 | Caps Urban Cross, Kortrijk                | C2   | Fem van Empel | Lucinda Brand            | Puck Pieterse              | Fem van Empel              |
| 16 december 2023 | Herentals Crosst, Herentals               | C2   | Fem van Empel | Lucinda Brand            | Annemarie Worst            | Fem van Empel              |
| 1 januari 2024   | GP Sven Nys, Baal                         | C1   | Fem van Empel | Lucinda Brand            | Ava Holmgren               | Fem van Empel              |
| 4 januari 2024   | Duinencross, Koksijde                     | C1   | Fem van Empel | Lucinda Brand            | Ceylin del Carmen Alvarado | Fem van Empel              |
| 27 januari 2024  | Flandriencross, Hamme                     | C1   | Fem van Empel | Lucinda Brand            | Manon Bakker               | Fem van Empel              |
| 11 februari 2024 | Krawatencross, Lille                      | C1   | Fem van Empel | Lucinda Brand            | Laura Verdonschot          | Fem van Empel              |
| 18 februari 2024 | Brussels Universities Cyclocross, Brussel | C1   | Lucinda Brand | Marion Norbert-Riberolle | Manon Bakker               | Fem van Empel              |

### Eindstand
| Legenda | Legenda | Legenda | Legenda          | Legenda            | Legenda         | Legenda              |
| ------- | ------- | ------- | ---------------- | ------------------ | --------------- | -------------------- |
| 1e plek | 2e plek | 3e plek | binnen 5 minuten | op meer dan 5 min. | niet uitgereden | – (niet deelgenomen) |

| Pos. | Renster                    | Team                                   | OUD | KOR | HER | BAA | KOK | HAM | LIL | BRU | Tijd     |
| ---- | -------------------------- | -------------------------------------- | --- | --- | --- | --- | --- | --- | --- | --- | -------- |
| 1    | Fem van Empel              | Jumbo-Visma                            | 1   | 1   | 1   | 1   | 1   | 1   | 1   | –   | 6u10'30" |
| 2    | Lucinda Brand              | Baloise - Trek Lions                   | –   | 2   | 2   | 2   | 2   | 2   | 2   | 1   | + 3'39"  |
| 3    | Annemarie Worst            | 777                                    | 7   | 5   | 3   | –   | 7   | 6   | 4   | 4   | + 16'11" |
| 4    | Denise Betsema             | Pauwels Sauzen - Bingoal               | 2   | 4   | 4   | 7   | 6   | 7   | 12  | 6   | + 17'49" |
| 5    | Laura Verdonschot          | De Ceuster-Bonache Cycling Team        | –   | –   | –   | –   | 4   | 4   | 3   | 7   | + 22'05" |
| 6    | Manon Bakker               | Crelan-Fristads                        | –   | –   | 6   | –   | –   | 3   | 7   | 3   | + 22'24" |
| 7    | Sanne Cant                 | Crelan-Fristads                        | 8   | 6   | –   | 4   | 5   | –   | 6   | 8   | + 25'17" |
| 8    | Marion Norbert-Riberolle   | Crelan-Fristads                        | –   | –   | –   | –   | –   | 5   | 8   | 2   | + 26'28" |
| 9    | Leonie Bentveld            | Pauwels Sauzen - Bingoal               | –   | –   | –   | –   | –   | –   | 5   | 5   | + 29'04" |
| 10   | Aniek van Alphen           | 777                                    | 6   | –   | –   | –   | –   | –   | 9   | 9   | + 29'39" |
| 11   | Anna Kay                   | 777                                    | 3   | 8   | 5   | 8   | DNF | –   | –   | –   | + 29'57" |
| 12   | Francesca Baroni           | Proximus - Cyclis - AlphaMotorhomes CT | –   | 9   | 7   | –   | DNF | 10  | 11  | 11  | + 31'47" |
| 13   | Ceylin del Carmen Alvarado | Alpecin-Deceuninck                     | –   | –   | –   | –   | 3   | –   | –   | –   | + 32'09" |
| 14   | Kiona Crabbé               |                                        | 5   | –   | 9   | 37  | –   | –   | 14  | 14  | + 32'25" |
| 15   | Puck Pieterse              | Fenix-Deceuninck                       | –   | 3   | –   | –   | –   | –   | –   | –   | + 32'30" |

| Pos. | Prijzengeld |
| ---- | ----------- |
| 1.   | € 30.000    |
| 2.   | € 15.000    |
| 3.   | € 10.000    |
| 4.   | € 5.000     |
| 5.   | € 3.000     |
| 6.   | € 2.000     |
| 7.   | € 1.000     |
| 8.   | € 500       |
| 9.   | € 500       |
| 10.  | € 500       |
| 11.  | € 500       |
| 12.  | € 500       |
| 13.  | € 500       |
| 14.  | € 500       |
| 15.  | € 500       |
| Tot. | € 70.000    |

## Mannen beloften

### Kalender en podia
| Datum            | Wedstrijd                                 | Cat. | Eerste              | Tweede              | Derde               | Leider in het klassement |
| ---------------- | ----------------------------------------- | ---- | ------------------- | ------------------- | ------------------- | ------------------------ |
| 1 november 2023  | Koppenbergcross, Oudenaarde               | CU   | David Haverdings    | Viktor Vandenberghe | Victor Van de Putte | David Haverdings         |
| 25 november 2023 | Caps Urban Cross, Kortrijk                | CU   | Arne Baers          | Wout Janssen        | Yodi Corsus         |                          |
| 16 december 2023 | Herentals Crosst, Herentals               | CU   | David Haverdings    | Kay De Bruyckere    | Arne Baers          |                          |
| 1 januari 2024   | GP Sven Nys, Baal                         | CU   | Victor Van de Putte | Jente Michels       | Ward Huybs          |                          |
| 4 januari 2024   | Duinencross, Koksijde                     | CU   | Ward Huybs          | Victor Van de Putte | Yodi Corsus         | Victor Van de Putte      |
| 27 januari 2024  | Flandriencross, Hamme                     | CU   | Seppe Van Den Boer  | Lucas Janssen       | Wout Janssen        | Arne Baers               |
| 11 februari 2024 | Krawatencross, Lille                      | CU   | Victor Van de Putte | Ward Huybs          | Arne Baers          | Arne Baers               |
| 18 februari 2024 | Brussels Universities Cyclocross, Brussel | CU   | Ward Huybs          | Victor Van de Putte | Arne Baers          | Arne Baers               |

### Eindstand
| Legenda | Legenda | Legenda | Legenda          | Legenda            | Legenda         | Legenda              |
| ------- | ------- | ------- | ---------------- | ------------------ | --------------- | -------------------- |
| 1e plek | 2e plek | 3e plek | binnen 5 minuten | op meer dan 5 min. | niet uitgereden | – (niet deelgenomen) |

| Pos. | Renner              | Team               | OUD | KOR | HER | BAA | KOK | HAM | LIL | BRU | Tijd     |
| ---- | ------------------- | ------------------ | --- | --- | --- | --- | --- | --- | --- | --- | -------- |
| 1    | Arne Baers          |                    | –   | 1   | 3   | 16  | 5   | 4   | 3   | 3   | 6u56'32" |
| 2    | Victor Van de Putte |                    | 3   | –   | –   | 1   | 2   | 6   | 1   | 2   | + 1'17"  |
| 3    | David Haverdings    | Alpecin-Deceuninck | 1   | 17  | 1   | 11  | 4   | 5   | 10  | 12  | + 1'54"  |
| 4    | Seppe Van Den Boer  |                    | 13  | 7   | 4   | 5   | 16  | 1   | 8   | 4   | + 2'52"  |
| 5    | Wout Janssen        |                    | 16  | 2   | 5   | DNF | 13  | 3   | 5   | 6   | + 5'49"  |
| 6    | Ward Huybs          |                    | 6   | –   | –   | 3   | 1   | –   | 2   | 1   | + 7'29"  |
| 7    | Kay De Bruyckere    |                    | 14  | 11  | 2   | 10  | 14  | 10  | 4   | 14  | + 8'34"  |
| 8    | Viktor Vandenberghe |                    | 2   | 4   | 9   | DNF | 21  | 13  | –   | –   | + 12'30" |
| 9    | Yodi Corsus         |                    | –   | 3   | –   | 7   | 3   | –   | 14  | 5   | + 12'30" |
| 10   | Robbe Marchand      |                    | 21  | DNF | 8   | 15  | 20  | 7   | 11  | 8   | + 14'55" |

| Pos. | Prijzengeld |
| ---- | ----------- |
| 1.   | € 2.500     |
| 2.   | € 1.000     |
| 3.   | € 500       |
| 4.   | € 250       |
| 5.   | € 250       |
| Tot. | € 4.500     |

## Jongens junioren

### Kalender en podia
| Datum            | Wedstrijd                                 | Cat. | Eerste                  | Tweede              | Derde               |
| ---------------- | ----------------------------------------- | ---- | ----------------------- | ------------------- | ------------------- |
| 1 november 2023  | Koppenbergcross, Oudenaarde               | CJ   | Barnabás Vas            | Thorben Allaer      | Kasper Borremans    |
| 25 november 2023 | Caps Urban Cross, Kortrijk                | CJ   | Jasper Schoofs          | Miel Dekien         | Thorben Allaer      |
| 16 december 2023 | Herentals Crosst, Herentals               | CJ   | Ieben Jacobs            | Lennes Jacobs       | Ryan Laenen         |
| 1 januari 2024   | GP Sven Nys, Baal                         | CJ   | Arthur Van Den Boer     | Henry Coote         | Mats Vanden Eynde   |
| 4 januari 2024   | Duinencross, Koksijde                     | CJ   | Max Heiner Oertzen      | Jasper Schoofs      | Tibo Vancompernolle |
| 27 januari 2024  | Flandriencross, Hamme                     | CJ   | Albert Withen Philipsen | Valentin Hofer      | Tibo Vancompernolle |
| 11 februari 2024 | Krawatencross, Lille                      | CJ   | Arthur Van Den Boer     | Tibo Vancompernolle | Keano Geens         |
| 18 februari 2024 | Brussels Universities Cyclocross, Brussel | CJ   | Arthur Van Den Boer     | Thorben Allaer      | Tibo Vancompernolle |